# Зникнення леді Френсіс Карфакс
«Зни́кнення ле́ді Фре́нсіс Ка́рфакс» (англ. «The Adventure of Lady Frances Carfax») — твір із серії «Його останній уклін» Артура Конана Дойля. Уперше опубліковано в грудні 1911 р. на сторінках британського часопису "Strand Magazine" з ілюстраціями Алека Болла; водночас - на сторінках часопису "American Magazine" (США) з ілюстраціями Фредеріка Дорра Стіла.

## Сюжет
Холмс відправляє Вотсона до Лозанни, щоб розслідувати зникнення леді Френсіс Карфакс, так як він має справи в Лондоні. Леді Френсіс самотня жінка. Вона перестала писати своїй старій гувернантці. Вона залишила готель «Національ» у невідомому напрямку.
Вотсон дізнається, що леді Френсіс попрямувала до Бадену. Вона була там два тижні, і зустрічалась там подружжя Шлезінгер, місіонерів з Південної Америки. Доктор телеграфує Холмсу, щоб розказати про свій прогрес, друг просить його описати ліве вухо містера Шлезінгера.
Вотсон відвідує Марі Девін, колишню служницю місіс Карфакс з Монпельє. Він дізнається, що її весілля відбулося тоді, коли вони перестала працювати на леді Френсіс, яка подарувала їй 50 фунтів на весілля. Місіс Марі вважає, що причиною зникнення її колишньої господарки є певний бородатий чоловік, якого Вотсон бачив у Лозанні. Під час розмови цей чоловік з'являється за вікном. Вотсон починає душити чоловіка, як їх роз'єднав французький робочий, який виявився замаскованим Холмсом.
Перед від'їздом Холмс розпитує бородатого чоловіка, Філіпа Гріна, який виявився давнім залицяльником леді Френсіс. Він також її шукає. Коли він був молодим, він не мав достатньо грошей, щоб завоювати її серце, зараз же, коли він заробив свій статок у Південній Африці, він сподівався на її прихильність. Холмс рекомендує йому повернутися до Лондона.
Прибувши на Бейкер-стріт, Холмс читає телеграму з описом лівого вуха містера Шлезінгера: «зубчасте з порізами». Це підтверджує теорію детектива, що «містер Шлезінгер» — Генрі Пітерс, шахрай з Австралії, а справжнє ім'я його дружини — Фрейзер. Він обманює молодих жінок, користуючись своїми релігійними переконаннями. Холмс вважає, що леді Френсіс знаходиться в Лондоні, і, можливо, мертва.
Пошук не приносить результатів. В одному ломбарді повідомили, що чоловік, за описом Пітерс заклав підвіску, схожу на ту, що була в леді Френсіс. Наступного разу коштовності закладає дружина злочинця. Після цього вона слідує в ритуальне бюро, де домовляється про поховання, слідуючи за нею до її будинку, Холмс бачить, як туди доставляють труну.
Холмс приходить до будинку Пітерсів, намагаючись знайти леді Френсіс. Він знаходить труну, на дні якої бачить тіло худої, маленької старої мертвої жінки. Це не леді Френсіс. Пітерс говорить, що це стара нянька його дружини.
Повернувшись додому Холмс не знаходить собі місця, не спить усю ніч, думаючи над тим, де зловмисники діли леді Карфакс.
Вранці Холмс розуміє, що відбувається. З Вотсоном він прямує до Пітерсів. Він розкручує труну, де знаходить леді Френсіс. Вотсон приводить її до тями, а Пітерси тікають. Холмс говорить, що весь час думав над незвично великої труною, в якій поховають маленьке тіло. Зловмисники хотіли поховати дві жінки одразу за документами померлої няньки.